# زنجانيون
الزِنجانيّون (بالإنجليزية: Negroid) أو الكنغانيّون (بالإنجليزية: Congoid) هم مجموعة تاريخية من البشر تستعمل في أوصاف علم الإنسان الطبي الشرعي وعلم الإنسان الحيوي والتي تشير إلى مجموعة تتشارك بنفس التشكيل الخارجي والجمجمي، وهم الذين يتواجدون في جنوب الصحراء الأفريقية وجنوب آسيا وميلانيزيا وهم كانوا يتشاركون مع العرق القوقازي والعرق المغولي.